# 유하 시필래
유하 페트리 시필래(핀란드어: Juha Petri Sipilä, [ˈjuhɑ ˈsipilæ], 1961년 4월 25일 ~ )는 핀란드의 대기업 출신 정치인이다. 중도당 대표이며, 2015년 4월 19일 치러진 총선에서 23.2% 득표율로 집권당인 국민연합당에게 승리해 차기 총리에 내정되었다. 중도주의를 표방한 정치인으로써 과거 핀란드의 총리에 선출되었다. 현재는 안티 린네에게 이양을 하고 퇴임하였다.
핀란드 루터교 교회 내의 소규모 사도루터교 교파 단체의 회원으로, 본인은 사도루터교 내의 보수적 성향과는 다르다고 언급하였다.